# رد وست
رابرت جین "رد" وست (انگلیسی: Red West؛ زادهٔ ۱۹۳۶ - درگذشته ۲۰۱۷) یک هنرپیشه و خواننده اهل ایالات متحده آمریکا بود.

## گزیده فیلمشناسی
از فیلم‌ها یا برنامه‌های تلویزیونی که وی در آن نقش داشته‌است می‌توان به آثار زیر اشاره کرد.
- سربلند (فیلم ۱۹۷۳) (۱۹۷۳)
- بار کنار جاده (فیلم ۱۹۸۹) (۱۹۸۹)
- دلال بیمه (فیلم ۱۹۹۷) (۱۹۹۷)
- هنوز یادم است تابستان پیش چه کردی (۱۹۹۸)
- خداحافظ سولو (۲۰۰۹)
- پدر اختراع (۲۰۱۰)
- به هر قیمتی (فیلم) (۲۰۱۲)
- پناهگاه امن (فیلم) (۲۰۱۳)